# Robert Goldman
Robert Goldman (* 1953 in Paris) ist ein französischer Komponist und Liedtexter. Seine Mutter Ruth Ambrunn stammt aus München, sein Vater Alter Mojze Goldman aus Lublin in Polen. Er ist der jüngere Bruder von Jean-Jacques Goldman.
Robert Goldman hat über 50 Songs geschrieben, meist für Französinnen oder auch Kanadierinnen wie Céline Dion. Er wird manchmal auch unter dem Pseudonym J. Kapler aufgeführt.

## Verzeichnis der von J.Kapler/Robert Goldman komponierten Songs (Auswahl)
Vanessa Amorosi
- Champagne, champagne (B.O Absolument fabuleux, 2001)

France D'Amour
- Ce qui me reste de toi (France d'Amour, 2002)
- Je n'irai pas ailleurs (France d'Amour, 2002)
- Le bonheur me fait peur (France d'Amour, 2002)
- Quand je me love en toi (France d'Amour, 2002)
- Que des mots (France d'Amour, 2002)
- Vous étiez (France d'Amour, 2002)

Tina Arena
- Aller plus haut (In deep, 1999)

Chimène Badi
- Le jour d'après (Dis-moi que tu m'aimes, 2004)
- J'aurais préféré (Dis-moi que tu m'aimes, 2004)

Isabelle Boulay
- Parle-moi (Mieux qu'ici-bas, 2000)
- Quelques pleurs (Mieux qu'ici-bas, 2000)
- Quand vos cœurs m'appellent (Mieux qu'ici-bas, 2000)
- Sans toi (Au moment d'être à vous, 2002)

Noémie Christiaens
- J'étais prête (?, 2004)

Céline Dion
- Je sais pas (D'eux, 1995)
- Je t'aime encore (anglais) (One heart, 2003)
- Je t'aime encore (français) (1 fille et 4 types, 2003)
- Valse adieu (1 fille et 4 types, 2003)
- Zora sourit (S'il suffisait d'aimer, 1998)

Lauren Faure
- Une femme qui pleure (Regards de femme, 2002)

Florence
- Si demain ne sert à rien (Poker menteur, 2003)

Patricia Kaas
- Je le garde pour toi (Sexe fort, 2003)

Claire Keim
- Je ne veux qu'elle (Marc Lavoine, 2001) en duo avec Marc Lavoine

Angélique Kidjo
- Ne cédez jamais (Black Ivory Soul, 2002)

Marc Lavoine
- Je ne veux qu'elle (Marc Lavoine, 2001) en duo avec Claire Keim, sous le pseudonyme de Moïse Albert

Frédéric Lerner
- Si tu m'entends (On partira, 2000)

Marilou
- Aimer (La fille qui chante, 2005)

Sofia Mestari
- Derrière les voiles (2001)

Yannick Noah
- J'aurais dû comprendre (Pokhara, 2003)
- Jamafrica (Yannick Noah, 2000)
- La voix des sages (Yannick Noah, 2000)
- Laissez-nous essayer (Pokhara, 2003)
- Madingwa (Yannick Noah, 2000)
- Quand ils sont là (Pokhara, 2003)
- Simon Papa Tara (Yannick Noah, 2000)
- Si tu savais (Pokhara, 2003)
- Yessaï (Pokhara, 2003)

Florent Pagny
- Une place pour moi (A/C Jean-Jacques Goldman / J. Kapler - Erick Benzi, Savoir aimer, 1997)

Michel Sardou
- Dis-moi (Du plaisir, 2004)
- Du plaisir (Du plaisir, 2004)
- J'ai tant d'amour (Du plaisir, 2004)
- Je n'oublie pas (Du plaisir, 2004)
- Loin (Du plaisir, 2004)
- Même si (Du plaisir, 2004)

Natasha Saint-Pier
- All I have is my soul (2001)
- Je n'ai que mon âme (A chacun son histoire, 2001)
- Pourquoi tant de larmes (De l'amour le mieux, 2002)

Roch Voisine
- Dis-lui (Roch Voisine, 2001)
- Julia (Roch Voisine, 2001)
- Kibera (Roch Voisine, 2001)
- Un océan de peine (Roch Voisine, 2001)

Julie Zenatti
- Je voudrais que tu me consoles (Comme vous, 2004)
- Rendez-moi le silence (Comme vous, 2004)